# Bekmania robaczkowata
Bekmania robaczkowata (Beckmannia eruciformis) – gatunek wieloletniej rośliny z rodziny wiechlinowatych (traw). Występuje we wschodniej i południowo-wschodniej Europie oraz w zachodniej i północnej Azji, jako gatunek introdukowany także w Europie Środkowej (Polska i Niemcy). W Polsce ma status zadomowionego antropofitu. Znany jest z bardzo rozproszonych stanowisk, głównie we wschodniej części kraju.

## Morfologia

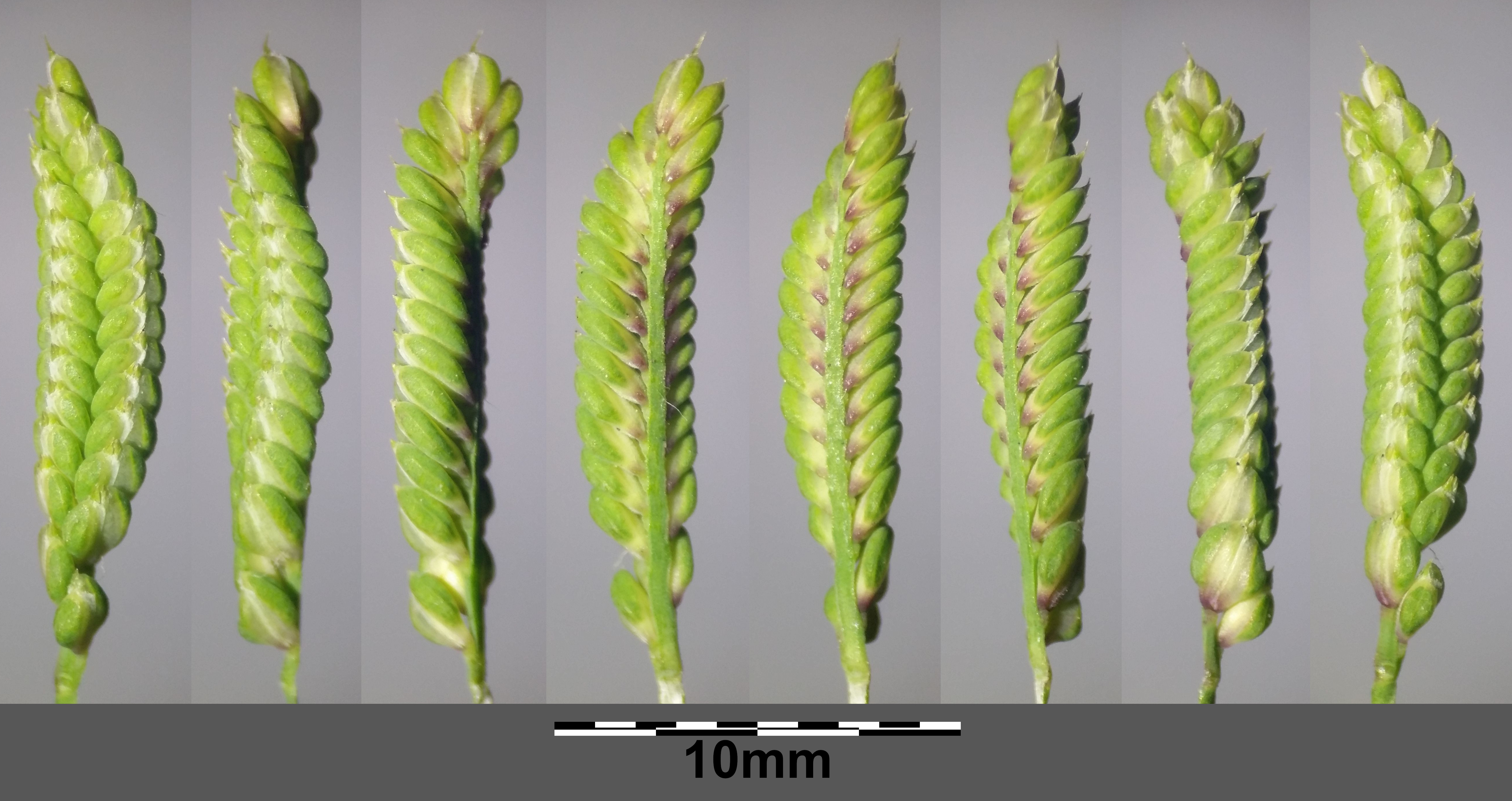
Kłoski

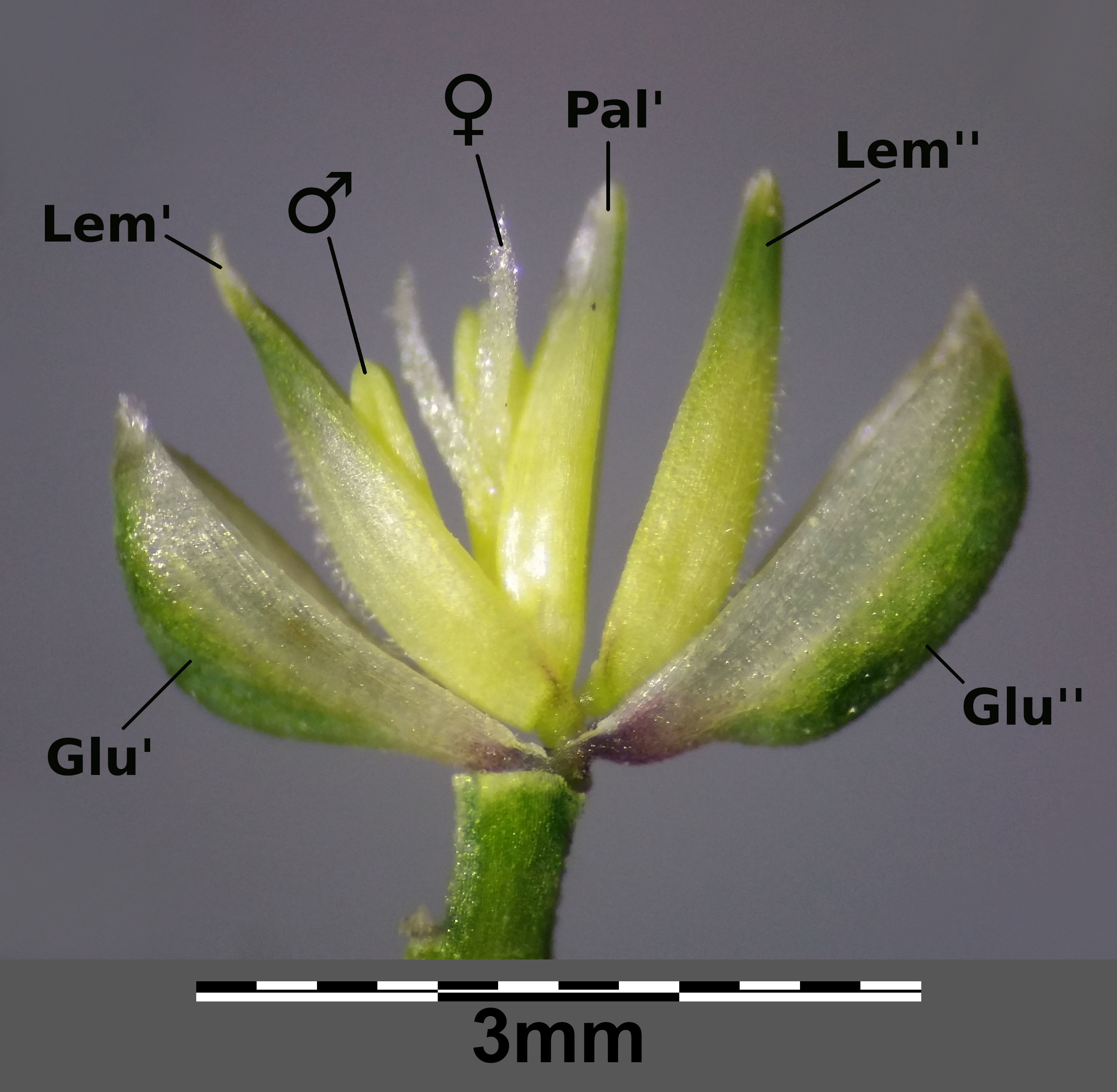
Kłosek

PokrójRoślina rosnąca w postaci rozłogowej, wysokości 1-1,5 m, o silnych, zgrubiałych międzywęźlach.
KwiatyKwiatostan w postaci wiechy, w górnej części trójbocznie spłaszczony, z odcinkami zakończonymi 20 kłoskami usadowionymi w dwóch rzędach.

## Biologia i ekologia
Bylina, hemikryptofit. Rośnie na łąkach podmokłych, często spotykana na stanowiskach mokrych, dobrze znosi okresowe zalewanie wodą. Gatunek charakterystyczny muraw zalewowych ze związku Agropyro-Rumicion crispi.

## Zastosowanie
Jako roślina pastewna jest wysoko ceniona. Posiada dużą zawartość kumaryny, która nadaje sianu charakterystyczny zapach.